# 글로벌 붕어빵
《글로벌 붕어빵》은 2009년 2월 21일부터 2015년 4월 26일까지 방송되었던 예능 프로그램인데 2014년 6월 22일부터 일요일 오전 10시 50분으로 옮겨갔으며 같은 해 11월 2일부터 <스타주니어쇼 붕어빵>에서 해당 제목으로 변경했으나 "컨셉의 변화가 거의 없었다"는 혹평을 받었다.
게다가, 첫 회부터 이경규와 공동 진행을 맡아 온 김국진이 2014년 12월 28일 방송분을 끝으로 빠진 뒤 김일중 아나운서가 후임으로 들어왔지만 시청률이 갈수록 떨어져 2015년 4월 26일 막을 내려야 했다.

## 기획 의도
매주 전국의 어린이 1000명을 대상으로 하여 어른들이 바라본 어른들의 세상에 대한 설문으로 랭킹으로 만들고 스타와 스타의 자녀가 함께 출연하여 랭킹 주제에 대한 공방 토크를 펼치는 예능 프로그램이다.

## 시청 등급
| 시청 등급 | 방송 회차    | 방송 기간                         |
| --------- | ------------ | --------------------------------- |
|           | 1회 ~ 5회    | 2009년 2월 21일 ~ 2009년 3월 21일 |
|           | 6회 ~ 46회   | 2009년 3월 28일 ~ 2010년 1월 16일 |
|           | 47회 ~ 304회 | 2010년 1월 23일 ~ 2015년 4월 26일 |

## 방송 시간
| 방송 채널 | 방송 기간                         | 방송 시간                  |
| --------- | --------------------------------- | -------------------------- |
| SBS TV    | 2009년 2월 21일 ~ 2009년 2월 28일 | 매주 토요일 오후 5시 15분  |
| SBS TV    | 2009년 4월 25일 ~ 2011년 5월 21일 | 매주 토요일 오후 5시 15분  |
| SBS TV    | 2011년 5월 28일 ~ 2012년 1월 14일 | 매주 토요일 오후 5시 15분  |
| SBS TV    | 2009년 3월 7일 ~ 2009년 4월 4일   | 매주 토요일 오후 5시       |
| SBS TV    | 2009년 4월 11일 ~ 2009년 4월 18일 | 매주 토요일 오후 5시 10분  |
| SBS TV    | 2012년 1월 21일 ~ 2014년 6월 7일  | 매주 토요일 오후 5시 5분   |
| SBS TV    | 2014년 6월 22일 ~ 2015년 4월 26일 | 매주 일요일 오전 10시 50분 |

## 출연진
부자 (아버지와 아들)
- 김구라 & 김동현
- 윤철형 & 윤경호
- 서승만 & 서태인
- 한기범 & 한다온
- 이만기 & 이동훈
- 왕종근 & 왕재민
- 이무영 & 송기헌
- 홍인규 & 홍태경
- 염경환 & 염은률
- 송종국 & 송지욱
- 염용석 & 염준혁
- 박준규 & 박종혁
- 정은표 & 정지웅
- 김보성 & 허정우
- 선우재덕 & 선우훈
- 이상우 & 이도훈
- 박준규 & 박종혁
- 정종철 & 정시후
- 홍성흔 & 홍화철
- 김병지 & 김태백
- 김병지 & 김산
- 김병지 & 김태산
- 정호근 & 정동섭
- 로버트 할리 & 하재익
- 최성수 & 최동현
- 조관우 & 조현
- 이정용 & 이믿음
- 이정용 & 이마음
- 이봉주 & 이우석
- 이봉주 & 이승진
- 최준용 & 최현우
- 유태웅 & 유재동
- 하이코 & 알렉산더
- 안정훈 & 안여준
- 김병준 & 김현수
- 이광기 & 이준서

부녀 (아버지와 딸)
- 홍서범 & 홍석주
- 박남정 & 박시은
- 양원경 & 양수인
- 안정훈 & 안수빈
- 안정훈 & 안서연
- 정은표 & 정하은
- 이세창 & 이가윤
- 이광기 & 이연지
- 우지원 & 우서윤
- 문경은 & 문진원
- 김형일 & 김예원
- 김흥국 & 김주현
- 우지원 & 우나윤
- 표인봉 & 표바하
- 배동성 & 배수빈
- 최재원 & 최유빈
- 염용석 & 염준희
- 송종국 & 송지아
- 홍성흔 & 홍화리
- 신기성 & 신지우
- 신기성 & 신지아
- 김응수 & 김은서
- 성대현 & 성아영
- 박정학 & 박예원
- 박찬민 & 박민하
- 박찬민 & 박민서
- 박찬민 & 박민진
- 심신 & 심혜원
- 이용식 & 이수민
- 박상민 & 박가경
- 박상민 & 박소윤
- 이철민 & 이신향
- 김대희 & 김사윤
- 김대희 & 김현오
- 윤용현 & 윤다임
- 김병욱 & 김경선
- 메멧 & 알레이나
- 메멧 & 일라이다
- 토미 & 엘리

모자 (어머니와 아들)
- 오정해 & 김영현
- 박해미 & 황성재
- 이다도시 & 서유진
- 오정혜 & 김영현
- 조혜련 & 김우주
- 유경미 & 박현도
- 이혜은 & 최현서
- 이지희 & 홍원준
- 김지선 & 김지훈
- 김지선 & 김정훈
- 김지선 & 김성훈
- 김정임 & 홍화철
- 윤지영 & 이준수
- 설수현 & 이승우
- 정은정 & 링컨
- 이리나 & 상민까
- 김성경 & 최성민
- 이혜원 & 안리환
- 최정원 & 윤희원

모녀 (어머니와 딸)
- 조갑경 & 홍석주
- 조민희 & 권영하
- 유혜정 & 서규원
- 이상아 & 윤서진
- 김혜은 & 김가은
- 이혜승 & 민하린
- 전수경 & 주지온
- 전수경 & 주시온
- 이지희 & 홍윤서
- 이혜원 & 안리원
- 설수현 & 이가예
- 설수현 & 이가윤
- 조은숙 & 박윤
- 조은숙 & 박혜민
- 송나영 & 오채연
- 김지선 & 김혜선
- 김정임 & 홍화리
- 이경애 & 김희서
- 김지연 & 이가윤
- 이리나 & 채린까
- 김민희 & 서지우

## 결방 사유 및 편성 변경
2009년
- 10월 24일 : SBS 스포츠 2009 프로야구 한국시리즈 7차전 SK 와이번스 VS KIA 타이거즈 중계방송으로 인한 결방

2010년
- 5월 1일 : 파일럿 <하하몽쇼> 편성으로 인한 결방
- 6월 12일 : 2010 남아공월드컵 국민응원대축제 승리의 함성 편성으로 인한 결방
- 10월 2일 : SBS 스포츠 2010 프로야구 준플레이오프 3차전 두산 베어스 VS 롯데 자이언츠 중계방송으로 인한 결방
- 10월 16일 : SBS 스포츠 2010 프로야구 한국시리즈 2차전 삼성 라이온즈 VS SK 와이번스 중계방송으로 인한 결방
- 12월 25일 : 성탄특집 <달고나> 편성으로 인한 결방

2011년
- 4월 2일 : SBS 스포츠 2011년 한국프로야구 개막전 삼성 라이온즈 VS KIA 타이거즈 중계방송으로 인한 결방

2012년
- 7월 21일 ~ 8월 11일 : 2012 런던 올림픽 중계방송으로 인한 결방

2013년
- 3월 30일 : SBS 스포츠 2013년 한국프로야구 개막전 한화 이글스 VS 롯데 자이언츠 중계방송으로 인한 결방
- 10월 19일 : SBS 스포츠 2013 프로야구 플레이오프 3차전 LG 트윈스 VS 두산 베어스 중계방송으로 인한 결방

2014년
- 2월 15일 : 2014 소치 동계올림픽 중계방송으로 인한 결방
- 4월 19일 ~ 4월 26일 : 세월호 침몰 사고 희생자 애도 기간 편성으로 인한 결방
- 6월 14일 : 오 마이 베이비 이동 편성으로 인한 결방
- 9월 28일 : 인천 아시안게임 야구 결승전 중계방송으로 인한 결방
- 10월 19일 : SBS 스포츠 2014 프로야구 플레이오프 1차전 LG 트윈스 VS NC 다이노스 중계방송으로 인한 결방

2015년
- 4월 5일 : 파일럿 <동상이몽 괜찮아 괜찮아> 편성으로 인한 결방

## 수상
- 2010년 휴스턴 국제 필름페스티벌 - 엔터테인먼트 부문 금상